# Jussupow (Adelsgeschlecht)

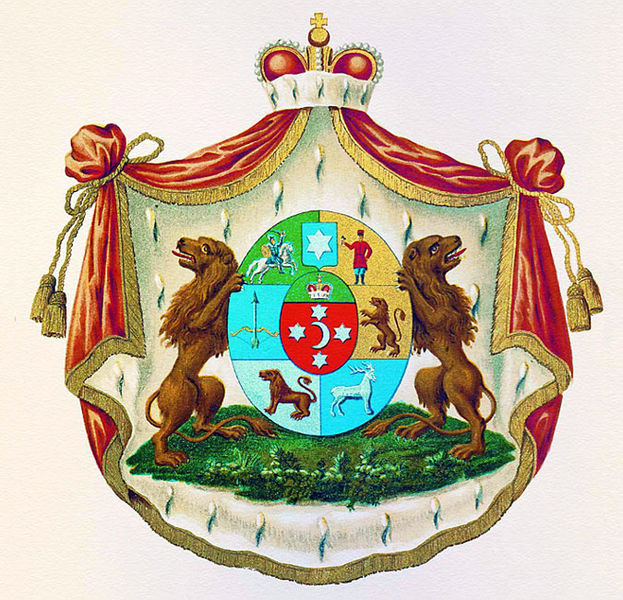
Familienwappen

Jussupow (russisch Юсупов) war der Name eines Russischen Hochadelsgeschlechtes tatarischer Abstammung, das im Mannesstamm erlosch.

## Geschichte
Die Familie führte sich der Überlieferung nach auf Edigü († 1419), eine Figur der Goldenen Horde zurück. Er war der Kopf der Mangit und ein Emir der Nogaier. Seinen Namen erhielt das Geschlecht von dessen Nachkommen in vierter Generation Yusuf Khan († 1554). Die ununterbrochene Stammreihe beginnt mit dem zum Christentum konvertierten Dmitri Sejuschewitsch Jussupow-Knjaschewo (Abdul Mirza) († 1694). Sein Ururenkel Boris Grigorjewitsch Jussupow erhielt am 10. April 1847 durch Beschluss des Heroldamtes des dirigierenden Senats die Bestätigung des russischen Fürstenstandes.  
Am 5. Juli 1880 erfolgte die endgültige Bestätigung des Fürstenstandes durch die russische Adelsdeputation. Das Geschlecht ist 1891 mit Fürst Nikolai Borissowitsch Jussupow im Mannesstamm erloschen. 1882 heiratete die Erbentochter Fürstin Sinaida Nikolajewna Jussupowa den Grafen Felix Felixowitsch Sumarokow-Elston. Dessen Vater Felix Nikolajewitsch Sumarokow-Elston wurde am 8. September 1856 die Führung des russischen Grafentitels Sumarokow-Elston gestattet. Die Sumarokows sollen um 1450 aus Westeuropa in die Republik Nowgorod gekommen sein und waren später in Moskau begütert.  
Nach dem Tod seines Schwiegervaters Fürst Nikolai Borissowitsch Jussupow erhielt Felix Felixowitsch Sumarokow-Elston laut Dekret des Zaren Alexander III. für sich und seine Nachkommen die Genehmigung, den Namen und Fürstentitel Jussupow weiter zu führen. Bekanntheit erlangte die Familie vor allem durch Fürst Felix Felixowitsch Jussupow, den Drahtzieher bei der Ermordung des Wanderpredigers Grigori Rasputin. Nach der Oktoberrevolution wurde die Familie enteignet und ging ins Exil nach Paris. Der letzte Träger und Erbe des Fürstentitels Felix Felixowitsch Jussupow starb 1967 in Paris. 

## Besitzungen

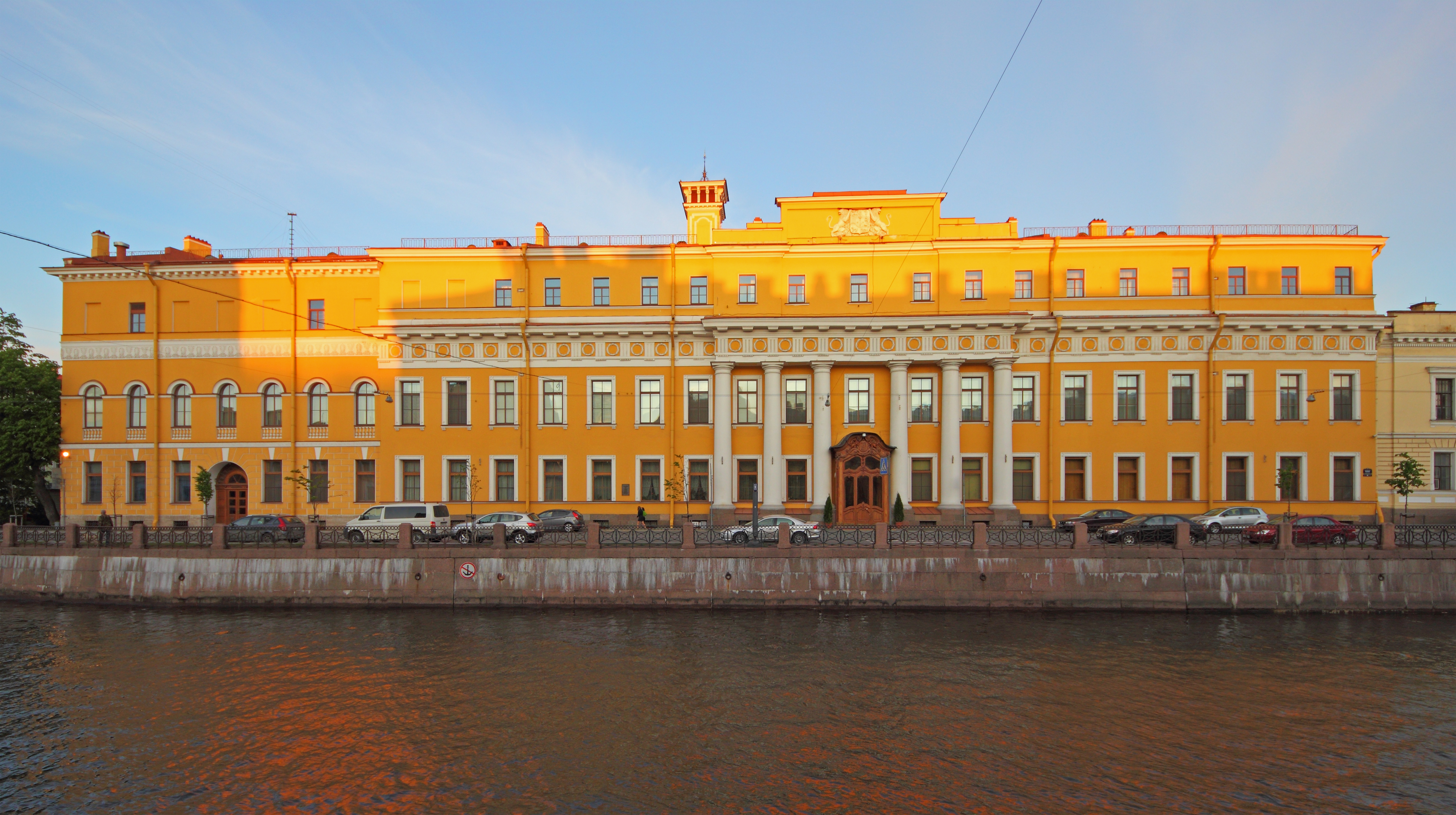
Moika-Palast in Sankt Petersburg

Die Jussupows gehörten zu den reichsten Familien des russischen Hochadels mit zahlreichen Palästen in Sankt Petersburg und Moskau, ausgedehntem Landbesitz, Bergwerken, Fabrikanlagen und landwirtschaftlichen Betrieben. 1830 erwarb die Familie den Moika-Palast in Sankt Petersburg und verlieh ihm nach Plänen von Andrej Michailow seine heutige Gestalt. Das Landgut Archangelskoje wurde aufgrund des unter den Jussupow vorgenommenen klassizistisch-prunkvollen Umbaus mitunter als „Moskauer Versailles“ bezeichnet. Sinaida Nikolajewna Jussupowa kaufte im französischen Exil Schloss Kériolet in Concarneau zurück.

## Stammfolge (Auswahl)

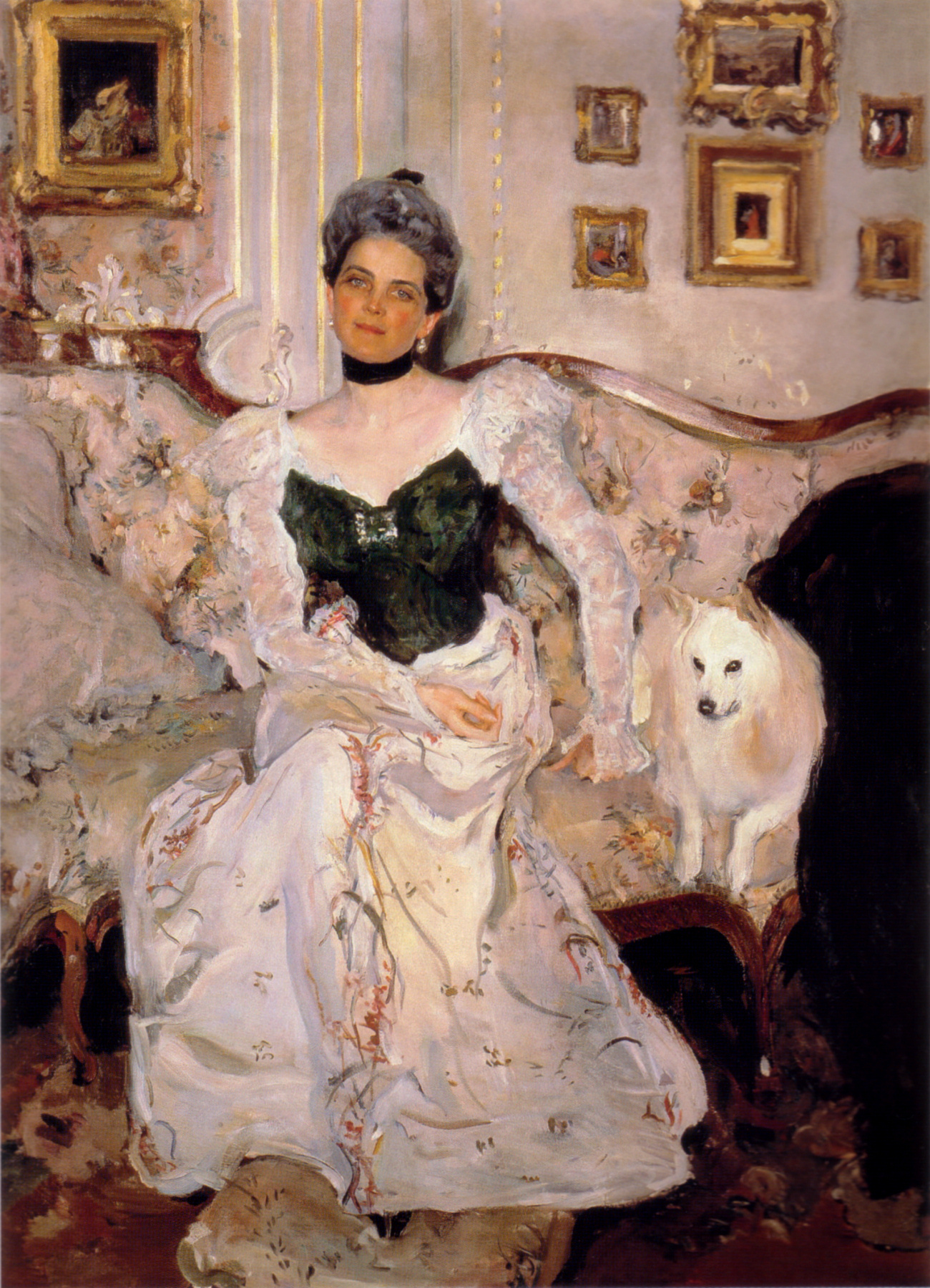
Sinaida Nikolajewna Jussupowa

- Grigori Dmitrijewitsch Jussupow (1676–1730); ⚭ Anna Nikititschna Lwowa
  - Boris Grigorjewitsch Jussupow (1695–1759); ⚭ Irina Michailowna Sinowjewa 
    - Jewdokija Borissowna Jussupowa (1743–1780); ⚭ Peter von Biron
    - Nikolai Borissowitsch Jussupow (1750–1831); ⚭ Tatiana von Engelhardt
      - Boris Nikolajewitsch Jussupow (1794–1849); ⚭ Sinaida Iwanowna Naryschkina
        - Nikolai Borissowitsch Jussupow (1827–1891); ⚭ Tatjana Alexandrowna de Ribeaupierre
          - Sinaida Nikolajewna Jussupowa (1861–1939); ⚭ Felix Felixowitsch Sumarokow-Elston
            - Nikolai Felixowitsch Jussupow (1883–1908)
            - Felix Felixowitsch Jussupow (1887–1967); ⚭ Irina Alexandrowna Romanowa
              - Irina Felixowna Jussupowa (1915–1983) ⚭ Nikolai Dmitrijewitsch Scheremetew